# Probopyrus novempalensis
Probopyrus novempalensis är en kräftdjursart som beskrevs av Clements Robert Markham1980. Probopyrus novempalensis ingår i släktet Probopyrus och familjen Bopyridae. Inga underarter finns listade i Catalogue of Life.